# Латакија
Латакија (арап. اللاذقية, стгрч. Λαοδικεία, тур. Lazkiye) је највећа лука Сирије, и главни град истоимене покрајине. Број становника у агломерацији је 2004. године износио 424.392 становника.
Латакија се налази 348 km северозападно од Дамаска и 186 km од Алепа, око 50 km јужно од турске границе. Град се налази у плодном приобалном пољопривредном појасу кога на истоку ограничавају планине Џебел Ансарије. Кише има највише од новембра до марта, док је нема у летњим месецима. Просечне највише дневне температуре иду од 15,6 °C у јануару до 29,7 °C у августу.

## Историја
Ово подручје је насељено од 2. миленијума пре нове ере, а савремени град је основан у 4. веку п. н. е. под влашћу Селеукида. Од тада овде су владали Римљани, Умајади, Абасиди, Византинци, Арапи (Фатимиди), Турци Селџуци, крсташи, Ајубиди, Мамелуци и османски Турци. После Првог светског рата Французи су овде 1922. основали Аутономну територију Алавита. Територија је интегрисана у Сирију 1944.

## Становништво
| 1981.   |
| ------- |
| 196.791 |

## Партнерски градови
- Сус
- Мерсин
- Констанца
- Римини
- Аден
- Крф
- Ђенова
- Фамагуста